# Guillem Salusi VI de Càller
Guillem Salusi VI fou el darrer jutge de Càller. Era cosí germà de Guillem Salusi V de Càller (fill d'un germà de Joan Torxitori V). Fou proclamat després de l'assassinat de Joan Torxitori V. Va seguir també una política progrenovesa. El 1258 els elements favorables als pisans (els Gherardesci comtes de Donoratico, Guillem de Capraia jutge d'Arborea i Joan I Visconti de Gallura) van envair el jutjat, van conquerir el Castel di Castro, i van assetjar Santa Igia que, al no rebre ajuda genovesa, fou destruïda, i els habitants van fugir cap a l'interior. Guillem Salusi fou deposat i el territori del jutjat repartir entre Gallura (Joan Visconti, la part nord i est, incorporada a Gallura), Arborea (Guillem de Capraia, la part nord-centre i centre, que fou incorporada a Arborea) i la regió de Sulcis i Iglesiente (part occidental) a Gerard i Huguet Gherardesci de Donoratico
(el 1282 Huguet Gherardesci es va establir a Siliqua, al castell d'Acquafredda, des on va governar tota la regió sota el seu domini i el 1284 va construir la catedral de Santa Clara a Església). El jutjat va romandre sota sobirania feudal del pisans fins a la conquesta catalana del 1323-1324.